# Ferdinando Marinelli
Ferdinando Marinelli, detto Dino (San Severo, 24 settembre 1924 – Torremaggiore, 25 dicembre 1999), è stato un avvocato e politico italiano.

## Biografia
Dopo essersi laureato giovanissimo presso la facoltà di giurisprudenza dell'Università di Bari con una tesi in diritto penale il cui relatore fu Aldo Moro, nei primi anni del dopoguerra, divenne allievo dello studio legale Ungaro di Roma e del celebre penalista Alfredo De Marsico di Sala Consilina. Collaborò per oltre quaranta anni alla Rivista di Diritto Penale, fondata da Filippo Ungaro.
Di formazione cattolica, Dino Marinelli ricoprì numerosi incarichi politici per il Movimento Sociale Italiano - Destra Nazionale a tutti i livelli istituzionali: dapprima consigliere comunale a Torremaggiore e San Severo, consigliere alla Provincia di Foggia e consigliere alla Regione Puglia, negli anni settanta fu eletto deputato alla Camera, e divenne componente della Commissione Sanità. Eletto al Senato della Repubblica negli anni novanta, fu vicepresidente della Commissione Affari Costituzionali.
Nel 1998, in occasione dei cinquanta anni di professione forense, fu insignito della Toga d'Oro da parte del Consiglio dell'Ordine degli Avvocati presso il Tribunale di Lucera. Si spense nella notte di Natale del 1999, amorevolmente assisto da sua moglie Ada.